# アンニー可愛や
『アンニー可愛や』（アンニーかわいや、Little Annie Rooney）は、1925年に公開されたアメリカ合衆国のサイレント・コメディドラマ映画。監督はウィリアム・ボーディン。ニューヨークのスラムに暮らすアイルランド系の少女アニー・ルーニーに扮したのは当時33歳だった大女優メアリー・ピックフォード。大人の女性を演じた前2本は興行的にふるわなかったが、この作品はこの年最大のヒットを記録した。
2014年、映画芸術科学アカデミーによりレストアされた。

## あらすじ
少女アニー・ルーニーは日々近所の悪ガキたちと喧嘩ばかりしてるお転婆少女。しかし家では亡くなった母親の代わりに家事を任されている。父親は皆から慕われる優しいおまわりさん。一方、兄のティムは街のギャングたちとつるんでいる。アニーは兄の悪友の一人ジョーに恋をしている。
ある日、ダンスパーティでギャングたちが女をめぐってトラブルになる。止めに入ったアニーの父が射たれて死ぬ。母親に続いて父親も失い傷心のアニー。
警察による捜査がはじまる。犯人たちはジョーが射ったという嘘を広める。ティムはそれを信じ、復讐しようとジョーをつけ狙う。
ジョーの無実を信じるアニーは悪ガキたちに協力を求める。悪ガキたちは情報を集め、真犯人をつきとめ、つかまえて警察に突き出す。
そこにティムが自首しにくる。ジョーを射ったというのだ。アニーは病院に駆けつける。輸血が必要だと知り血液を提供する。子供のアニーは死ぬ覚悟で、遺書まで残す。もちろん輸血で死ぬはずがなく、ジョーも一命を取り留める。
数カ月後、いつの日かジョーとの結婚を夢見るアニーはジョーと街をドライブしている。ただし車はトラックで荷台には悪ガキどもが乗っている。交差点で一時停止する。そこで交通整理をしていたのは真人間になった兄のティムだった。

## キャスト

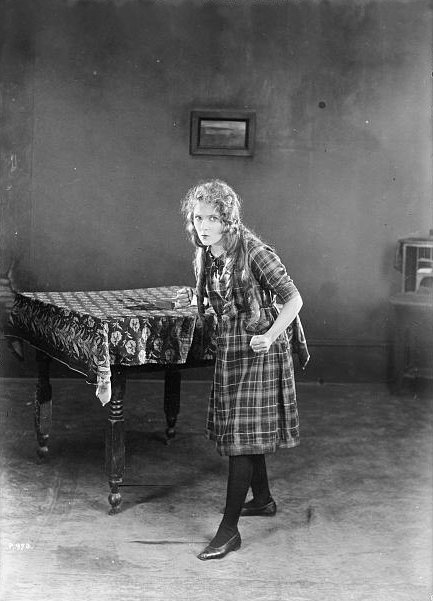
アニーに扮したピックフォード

- アニー・ルーニー：メアリー・ピックフォード
- ジョー・ケリー：ウィリアム・ヘインズ
- ルーニー巡査：ウォルター・ジェームズ
- ティム・ルーニー：ゴードン・グリフィス（英語版）
- トニー：カルロ・スキーパ
- アビー：スペック・オドンネル
- スパイダー：ヒュー・フェイ
- マミー：ヴォラ・ヴェイル
- ミッキー：ジョー・バターウォース
- エイソス：オスカー・ルドルフ
- ヒュミドール：ユージン・ジャクソン

## 制作
"アメリカの恋人"メアリー・ピックフォードは、ボロを着た少女役で人気を博したが、かねがね年相応の役を演じたいと思っていた。ピックフォードはユナイテッド・アーティスツの創始者の一人だったので、『ロジタ』（1923年）や『ドロシー・ヴァーノン』（1924年）の2本を自らプロデュースし、大人の役を演じた。しかし、観客は彼女がふたたび「巻毛の少女」を演じることを望んでいた。1925年、ピックフォードは『フォトプレイ』誌で自分にどんな役を演じてもらいたいか質問したところ、2万通の回答があった。ファンは赤毛のアン、アルプスの少女ハイジ、不思議の国のアリスといった少女役を希望した。ピックフォードは当時33歳だったがファンの要望に応じ、少女役に戻ることにした。
"通りに暮らす元気なアイルランド娘"という設定は、ピックフォードがハリウッドの裏宅地をぶらぶら歩いている時に思いついた。アイルランド系アメリカ人の意見を聴くために、コメディアンのメーベル・ノーマンドに電話で尋ねた。
ピックフォードはミュージックホールのヒット曲「リトル・アーニー・ルーニー」をキャラクターのベースにすることにした。この曲は字幕でも2回登場する。1889年に作られたもので現在は忘れられているが、当時は大変人気があり、コミック・ストリップ（1927年-1966年）や短編アニメ（1931年）にもなった。ピックフォードは祖母の名前キャサリン・ヘネシー名義でプロットも執筆した。
脚本は『つばさ』『あれ』で知られる、夫婦コンビのホープ・ロアリング、ルイス・D・ライトンに依頼。撮影監督には後に『サンライズ』で第1回アカデミー撮影賞を受賞するチャールズ・ロッシャー。監督には『いとしの我児』『子供の世界』のウィリアム・ボーディンを起用した。いずれもピックフォードが選んでいる。
子どもたちがアイルランド系、ギリシャ系、ユダヤ系、イタリア系、中国系、アフリカ系と多民族で構成されているのは『アワ・ギャング』の影響と思われるが、この映画ではそれより貧しい地区を舞台としている。公開当時の広告ではアニーを移民が多く住まい、1970年代までドヤ街だった"バワリーの王女"としている。貧民街の巨大セットはピックフォード＝フェアバンクス・スタジオ（現在のサミュエル・ゴールドウィン・スタジオ）に建設された
撮影中、メアリー・ピックフォードはカリフォルニア訪問中のヘレン・ケラーと会食し、自分が舞台で最初に演じたのは盲目の少女であること、盲目の少女が主人公の映画を企画していることを話し、ヘレン・ケラーから演技についてアドバイスしてもらう約束を取り付けた。

## 興行と評価
映画は大ヒットし、この年最高の興行収入をあげた。
イギリスの映画史家ケヴィン・ブラウンローはこの映画についてこう述べている。「これがすべてピックフォード＝フェアバンクス・スタジオで撮られたのかと考えると驚くばかり。30代の女優の芸術性、技術、迫力が勝利に輝いている」